# Agon Mehmeti
Pour les articles homonymes, voir Mehmeti.
Agon Mehmeti (né le 20 novembre 1989 à Podujevo au Kosovo) est un footballeur international suédois d'origine kosovare évoluant au poste d'attaquant.

## Biographie
Il évolue entre janvier 2008 et décembre au club suédois de Malmö FF. Le 6 décembre 2011, en fin de contrat au 31 décembre, il s'engage avec l'US Palerme. Fin août 2012, il est prêté à Novara.
Le 6 septembre 2017, il rejoint Oxford United.

## Palmarès
Malmö FF
- Championnat de Suède
  - Champion (2) : 2010 et 2014